# Rebecca Adlington
Rebecca Adlington, född 17 februari 1989 i Mansfield, Storbritannien, är en brittisk simmare som tog två guld vid OS i Peking 2008. Hon innehar sedan 16 augusti 2008 även världsrekordet 8:14.10 på 800 meter frisim, hon slog därmed Janet Evans gamla rekord från 1989, ett rekord som var nästan lika gammalt som Adlington själv.